# Kevin Ríos
Kevin Daniel Ríos Quintana (nascido em 24 de janeiro de 1993) é um ciclista de pista colombiano. Representou seu país, Colômbia, no ciclismo nos Jogos Olímpicos de Verão de 2012.